# Scacco al Maestro - Volume 2
Scacco al Maestro - Volume 2 è il nono album in studio del gruppo musicale italiano Calibro 35, pubblicato il 14 ottobre 2022 dalle etichette Woodworm e Virgin Records.

## Descrizione
Completando il progetto iniziato col precedente volume, il disco vede nuovamente il gruppo reinterpretare brani tratti dal repertorio di Ennio Morricone, toccandone episodi particolarmente noti come le colonne sonore di celebri spaghetti western (Il grande silenzio, Per un pugno di dollari e Per qualche dollaro in più), anche in questo caso affiancato da musicisti ospiti come Roy Paci, Alessandro Cortini e Joan as Police Woman; tra queste collaborazioni spicca quella con Elisa in Ancora qui, realizzata originariamente per il film Django Unchained di Quentin Tarantino.

## Tracce
Musiche di Ennio Morricone, eccetto dove indicato.
1. The Ballad of Sacco And Vanzetti (feat. Joan as Police Woman) – 4:51 (testo: Joan Baez)
2. Passaggi nel tempo – 2:15
3. Per un pugno di dollari (feat. Roy Paci) – 2:05
4. La tarantola dal ventre nero (feat. Alessandro Cortini) – 4:38
5. Allegretto per signora – 2:18
6. Indagine su un cittadino al di sopra di ogni sospetto – 3:58
7. Ancora qui (feat. Elisa) – 4:31 (testo: Elisa Toffoli)
8. La lucertola
9. Milano odia: La polizia non può sparare – 4:55
10. Il gatto a nove code – 3:16
11. Per qualche dollaro in più (feat. Roy Paci) – 2:45

## Formazione
Hanno partecipato alle registrazioni, secondo le note di copertina:
Gruppo
- Enrico Gabrielli – pianoforte, tastiera
- Massimo Martellotta – chitarra elettrica, sintetizzatore
- Luca Cavina – basso
- Fabio Rondanini – batteria
- Tommaso Colliva – programmazione, sound design

Altri musicisti
- Sebastiano De Gennaro – percussioni
- Joan as Police Woman – voce (traccia 1)
- Caterina Coco – violino (traccia 1)
- Doriana Bellani – violino (traccia 1)
- Federica Quaranta – viola (traccia 1)
- Valentina Sgarbossa – violoncello (traccia 1)
- Roy Paci – tromba (tracce 3 e 11)
- Yoko Morinyo – violino (traccia 3)
- Chiara Ludovisi – viola (traccia 3)
- Samuele Bianchi – violino (traccia 3)
- Giovanni Volpe – violoncello (traccia 3)
- Alessandro Cortini – sintetizzatore (traccia 4)
- Giuseppe Scardino – sassofono baritono (tracce 4, 6, 9 e 11)
- Elisa – voce (traccia 7)

Produzione
- Tommaso Colliva – produzione, registrazione, missaggio
- Carlo Madaghiele – registrazione
- Giovanni Versari – mastering
- Leonardo Bondi – produzione esecutiva
- Gaia Pallone – produzione esecutiva
- Luca Martinotti – artwork
- Attilio Marasco – fotografia gruppo